# Maurycy Badior
Maurycy Badior (ur. ok. 1860 w Borkowo, zm. w sierpniu 1914 w Łodzi) – polski działacz robotniczy (kryptonim M. B.)

## Życiorys
Maurycy Badior urodził się w rodzinie ziemiańskiej. Odbył studia w kilku niemieckich uniwersytetach zdobywając tytuł doktora filozofii. Po powrocie do kraju zamieszkał w Łodzi. Podjął pracę zarobkową jako wyższy urzędnik w jednym z łódzkich banków. W 1890 r. nawiązał kontakt z Związkiem Robotników Polskich (ZRP), gdzie działaczką była jego siostra Teofila. Wszedł w skład redakcji „Tygodnika Powszechnego”, gazety która była związana z ZRP. W następnym roku, gazeta została zlikwidowana, wówczas Badior nawiązał współpracę z tygodnikiem „Prawda”. W listopadzie 1894 roku był więziony w X Pawilonie Cytadeli Warszawskiej.
W 1905 r. był czynnym sympatykiem Polskiej Partii Socjalistycznej, być może nawet jej członkiem. M.in. oddawał swe mieszkanie na potrzeby Łódzkiego Okręgowego Komitetu Robotniczego PPS. Brak jest informacji o związkach Badiora z ruchem robotniczym po 1905 r.
Zmarł w początkach sierpnia 1914 r. na tyfus.
Żonaty był z Olgą Badiorową z d. Lewinson.